# Caleigh Peters
Caleigh Peters, cuyo nombre completo es Caleigh Anne Forsyth-Peters, (Los Ángeles, California, 23 de octubre de 1988- ) es una cantante estadounidense. 

## Biografía
Nacida en Los Ángeles, es conocida por ser ahijada de la cantante Barbra Streisand. Es hija del productor Jon Peters y de Christine Forsyth-Peters. Tiene una hermana menor, Skye Peters. Peters actúa desde 2005 y su estilo es el pop-rock.

## Discografía
- 2005 Reach — Banda sonora de Ice Princess OST
- 2005 I Can Do Anything — Banda sonora de Go Figure OST
- 2005 Fun, Fun, Fun — banda sonora de Herbie: Fully Loaded OST
- 2005 Just What I Needed — Banda sonora de Sky High OST
- 2005 Feels Like Christmas — de Radio Disney Jingle Jams

- Datos: Q5019473